# Japan Cup
Der Japan Cup (jap. ジャパンカップサイクルロードレース, offiziell „Japan Cup Cycle Road Race“) ist ein japanisches Straßenradrennen.
Das Eintagesrennen wurde 1992 zum ersten Mal ausgetragen und findet seitdem jährlich Ende Oktober statt. Im Jahre 1996 gehörte das Rennen einmalig zum Rad-Weltcup. Mit der Einführung der UCI Asia Tour im Jahre 2005 zählt das Rennen zu dieser Rennserie und war anfangs in die Kategorie 1.1 eingestuft. Seit der Austragung im Oktober 2008, die schon zur Asia Tour 2009 gehörte, wurde es in die Kategorie 1.HC aufgewertet.
Rekordsieger des Rennens sind die beiden Italiener Claudio Chiappucci und Sergio Barbero, die schon jeweils dreimal erfolgreich waren. Als bislang einziger Japaner konnte 1997 Yoshiyuki Abe das Eintagesrennen für sich entscheiden.

## Sieger
| - 2022 Neilson Powless - 2021 nicht ausgetragen - 2020 nicht ausgetragen - 2019 Bauke Mollema - 2018 Robert Power - 2017 Marco Canola - 2016 Davide Villella - 2015 Bauke Mollema - 2014 Nathan Haas - 2013 Michael Rogers - 2012 Ivan Basso - 2011 Nathan Haas - 2010 Daniel Martin - 2009 Chris Anker Sørensen - 2008 Damiano Cunego - 2007 Manuele Mori - 2006 Riccardo Riccò - 2005 Damiano Cunego | - 2004 Patrik Sinkewitz - 2003 Sergio Barbero - 2002 Sergio Barbero - 2001 Gilberto Simoni - 2000 Massimo Codol - 1999 Sergio Barbero - 1998 Fabien De Waele - 1997 Yoshiyuki Abe - 1996 Mauro Gianetti - 1995 Claudio Chiappucci - 1994 Claudio Chiappucci - 1993 Claudio Chiappucci - 1992 Hendrik Redant |